# Đá cổ nhất
Đá cổ nhất là loại đá được hình thành trên Trái Đất, loại đá này là một tập hợp các khoáng vật mà sau đó các khoáng vật này không bị phân hủy do xói mòn hoặc khoáng vật không bị phân hủy do tan chảy, các khoáng vật này có tuổi đời hơn 4 tỷ năm và được hình thành trong quá trình lịch sử đia chất Trái Đất vào liên đại Hadean.

Các thiên thạch được hình thành trong các hệ mặt trời khác nhau có thể được xác định trước Trái Đất. Các hạt từ vẫn thạch Murchison được xác định vào tháng 1 năm 2020 và các hạt từ vẫn thạch này có 7 tỷ năm tuổi.
Đá Hadean lộ ra trên bề mặt Trái Đất nằm ở rất ít nơi, chẳng hạn như trong các khiên địa chất của Canada, Úc và Châu Phi. Tuổi của các loại đá felsic này thường là từ 2,5 tỷ đến 3,8 tỷ năm. Các tuổi gần đúng có biên độ sai số hàng triệu năm.
Năm 1999, tảng đá lâu đời nhất được biết đến trên Trái Đất có niên đại 4,031 ± 0,003 tỷ năm, và các tảng đá này là một phần của miệng núi lửa Acasta Gneiss của Slave ở Tây bắc Canada.
Các nhà nghiên cứu tại Đại học McGill đã tìm thấy một tảng đá có tuổi mẫu rất cổ được khai thác từ lớp phủ (3,8 đến 4,28 tỷ năm trước) trong vành đai đá xanh Nuvvuagittuq trên bờ biển Vịnh Hudson, phía bắc Quebec; tuổi thực của những mẫu vật này vẫn còn đang được tranh luận, và chúng thực sự có thể đạt gần với 3,8 tỷ năm tuổi. Những loại đá cổ hơn này là các tinh thể của khoáng vật zircon, chúng có thể được tồn tại sau sự phân chia của đá mẹ và những loại đá cổ này được tìm thấy, sau đó xác định niên đại trong các thành tạo đá trẻ hơn.
Vào tháng 1 năm 2019, các nhà khoa học NASA đã báo cáo việc phát hiện ra đá lâu đời nhất được biết đến trên Trái Đất - trên Mặt Trăng. Các phi hành gia Apollo 14 đã trả lại một số tảng đá từ Mặt Trăng và sau đó, các nhà khoa học xác định rằng một mảnh vỡ từ tảng đá có biệt danh là Big Bertha, tảng đá này đã được phi hành gia Alan Shepard chọn và nghĩ rằng có chứa "một phần của Trái Đất từ khoảng 4 tỷ năm trước''. Mảnh đá này có chứa thạch anh, felspat và zircon, tất cả thành phần này đều phổ biến trên Trái Đất, nhưng rất hiếm khi được tìm thấy các thành phần này trên Mặt Trăng.

Vào tháng 1 năm 2020, các nhà thiên văn báo cáo rằng vật chất lâu đời nhất trên Trái Đất được tìm thấy cho đến nay là các hạt từ vẫn thạch Murchison và các hạt này đã được xác định là 7 tỷ năm tuổi, các hạt vẫn thạch này lớn hơn hàng tỷ năm so với 4,54 tỷ năm tuổi của Trái Đất.

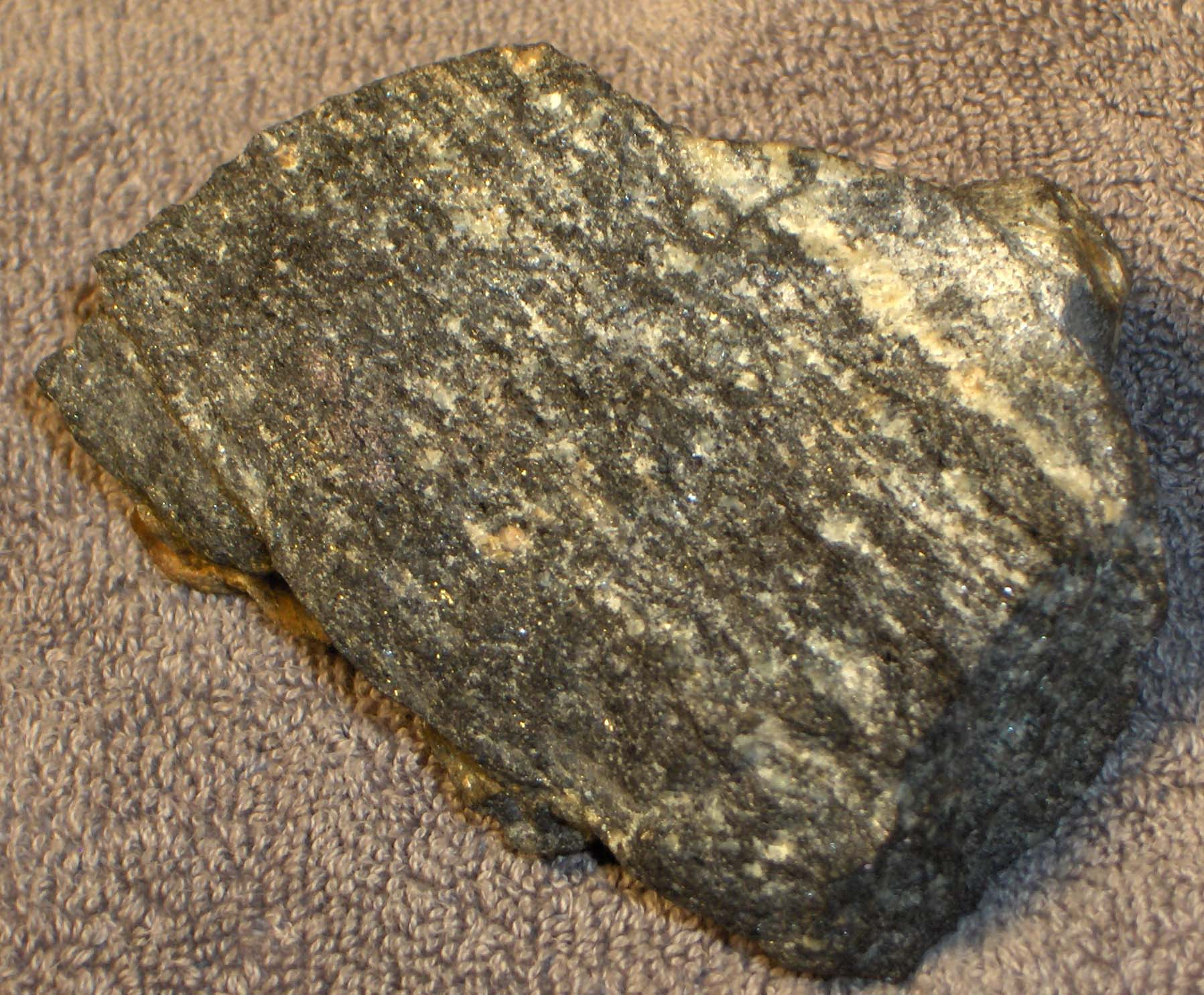
Một mẫu đá Gneiss từ đia điểm của những tảng đá có niên đại lâu đời trên Trái Đất (khu vực sông Acasta của Canada). Mẫu này có niên đại 4.03 tỷ năm tuổi.

## Những loại đá cổ nhất theo danh mục
Bản mẫu: Mốc thời gian thực

### Vật liệu cổ nhất trên cạn
Vật liệu cổ nhất có nguồn gốc trên cạn được xác định niên đại là một khoáng chất zircon 4,404 ± 0,008 Ga, khoáng vật này được bao bọc trong một tập kết sa thạch biến chất ở Jack Hills thuộc Narryer Gneiss Terrane ở Tây Úc. Zircon 4,404 ± 0,008 Ga hơi khác một chút, với zircon lâu đời nhất có niên đại nhất quán giảm xuống gần 4,35 Ga.
Zircon này là một phần của quần thể zircon trong tập kết biến chất, và được cho là đã được lắng đọng khoảng 3,060 Ga, đây là tuổi của zircon vụn trẻ nhất trong đá. Những phát triển gần đây trong chụp cắt lớp thăm dò nguyên tử đã dẫn đến những hạn chế trong việc xác định một cách chính xác hơn nữa về tuổi của zircon lục địa cổ nhất, và với tuổi gần đây nhất được báo cáo về zircon là 4,374 ± 0,006 Ga.
Vào tháng 1 năm 2019, các nhà khoa học NASA đã báo cáo việc phát hiện ra đá có tuổi lâu đời nhất được biết đến trên Trái Đất - trên Mặt Trăng. Các phi hành gia Apollo 14 đã trả lại một số tảng đá từ Mặt Trăng và sau đó, các nhà khoa học xác định rằng một mảnh vỡ từ một trong những tảng đá có biệt danh là Big Bertha, tảng đá này đã được phi hành gia Alan Shepard chọn và nghĩ rằng có chứa "một phần của Trái Đất từ khoảng 4 tỷ năm trước''. Mảnh đá chứa thạch anh, felspat và zircon, tất cả thành phần này đều phổ biến trên Trái Đất, nhưng rất hiếm khi tìm thấy các thành phần này trên Mặt Trăng.

### Sự hình thành đá lâu đời nhất của Trái Đất
Sự hình thành đá lâu đời nhất, tùy thuộc vào các nghiên cứu mới nhất, đây là một phần của vành đai đá xanh Isua, vành đai đá xanh Narryer Gneiss, vành đai đá xanh Nuvvuagittuq, khu phức hợp Napier hoặc Acasta Gneiss (trên Slave Craton). Từ đó dẫn đến rất khó khăn trong việc gán tên cho một khối đá gneiss, cụ thể là các khối đá gneiss đều cực kỳ biến dạng, khó xác định tuổi và là tảng đá cổ nhất có thể chỉ được thể hiện bằng một vệt khoáng chất trong mylonit, đại diện cho một lớp trầm tích cổ hoặc một con đê cổ. Điều này có thể khó tìm kiếm hoặc lập bản đồ; do đó, những niên đại cổ nhất chưa được giải quyết được tạo ra nhiều do may mắn trong việc lấy mẫu cũng như hiểu biết về bản thân của các loại đá khác nhau.
Do đó, còn quá sớm để khẳng định rằng bất kỳ loại đá nào trong số các loại đá này có độ tuổi cổ nhất, hoặc thực sự là của các thành tạo khác của Hadean gneisses, hay là các thành tạo hoặc đá lâu đời nhất trên Trái Đất; chắc chắn, những phân tích mới nhất sẽ tiếp tục thay đổi các quan niệm của chúng ta về cấu trúc và bản chất của những mảnh lục địa cổ đại này.
Tuy nhiên, các miệng núi lửa lâu đời nhất trên Trái Đất bao gồm miêng núi lửa Kaapvaal Craton, miệng núi lửa Western Gneiss Terrane của Yilgarn Craton (~ 2,9 -> 3,2 Ga), miệng núi lửa Pilbara Craton (~ 3,4 Ga) và các phần của miệng núi lửa Canadian Shield (~ 2,4 -> 3,6 Ga). Các phần của Dharwar Craton được nghiên cứu kém nhất ở Ấn Độ lớn hơn 3,0 Ga. Những tảng đá có niên đại lâu đời nhất của Khiên Baltic có tuổi 3,5 Ga.
Các thành tạo cổ khác nhau bao gồm Tổ hợp Saglek Gneiss, có niên đại 3,8-3,9 Ga; Khu vực An Sơn, có niên đại 3,8 Ga; phức hệ Itsaq (Isua) Gneiss, có niên đại 3,7-3,8 Ga; và Phức hợp Gneiss Cổ đại, có niên đại 3,6 Ga.

### Đá cổ nhất trên Trái Đất

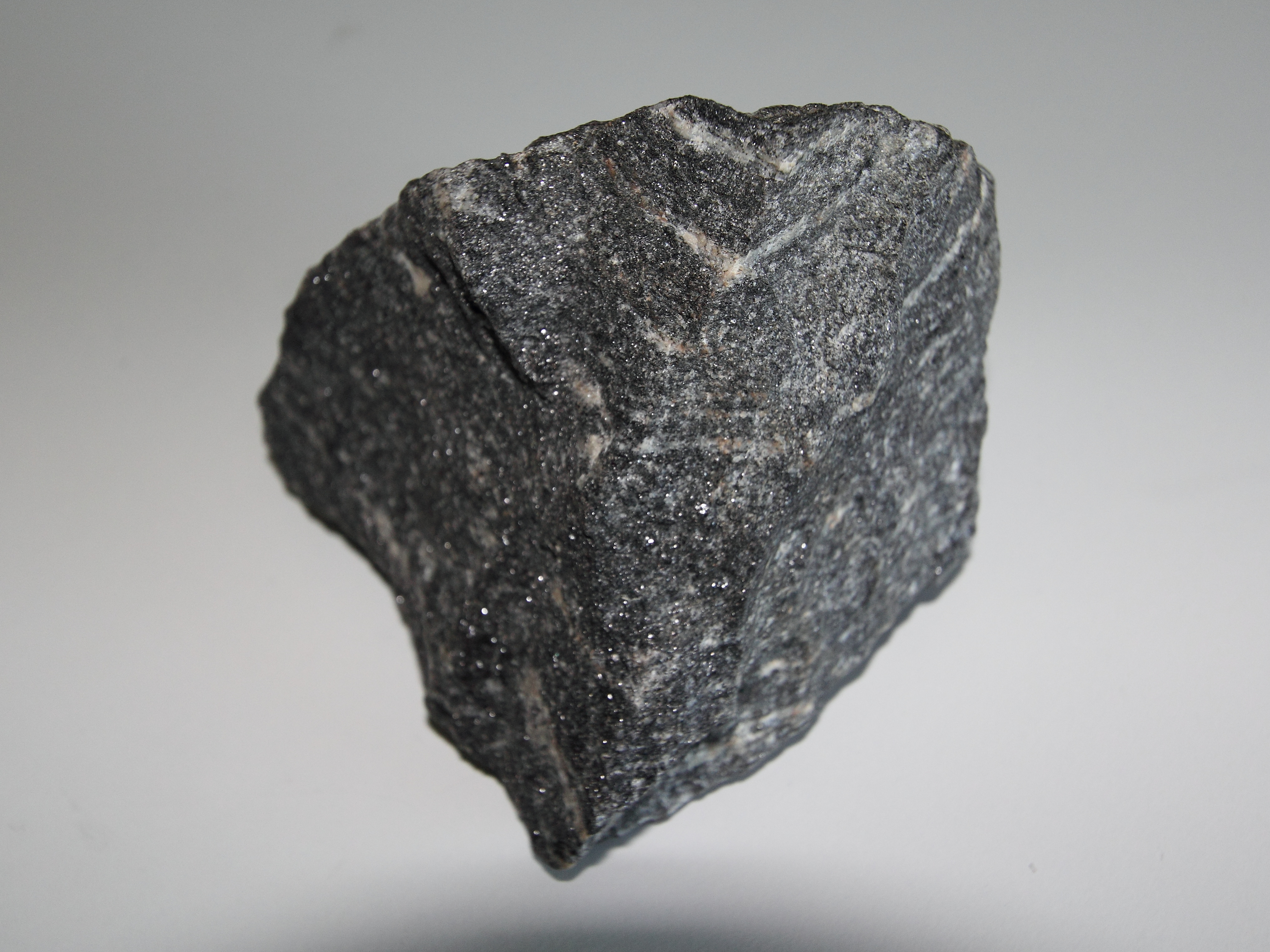
Mảnh vỡ của Acasta Gneiss

Acasta Gneiss trong Canadian Shield ở Lãnh thổ Tây Bắc, Canada bao gồm lõi đá lửa và gneiss của Archaean của các chuỗi núi cổ đại lộ ra trong một vùng đồng bằng băng giá.
Các phép phân tích zircons từ một orthogneiss felsic với protolithic granit giả định trả về tuổi là 4,031 ± 0,003 Ga.
Vào ngày 25 tháng 9 năm 2008, các nhà nghiên cứu từ Đại học McGill, Viện Khoa học Carnegie và UQAM đã thông báo rằng một hệ đá, thuộc vành đai đá xanh Nuvvuagittuq, lộ ra trên bờ biển phía đông của Vịnh Hudson ở phía bắc Quebec có tuổi mô hình Sm-Nd để khai thác từ lớp phủ 4,28 tỷ năm.
Tuy nhiên, có ý kiến cho rằng tuổi thực sự hình thành của loại đá này, trái ngược với việc khai thác magma của nó từ lớp phủ, có thể gần 3,8 tỷ năm, theo Simon Wilde thuộc Viện Nghiên cứu Khoa học Địa chất ở Úc.

### 2008 Nghiên cứ vi mô
Các zircons từ Jack Hills Tây Úc đã quay trở lại tuổi 4,404 tỷ năm, và các zircons này được hiểu là tuổi kết tinh. Các zircons này cũng cho thấy một tính năng thú vị khác nhau; thành phần đồng vị oxy của chúng đã được giải thích để chỉ ra rằng hơn 4,4 tỷ năm trước đây đã có nước trên bề mặt Trái Đất. Tầm quan trọng và độ chính xác của những diễn giải này hiện đang là chủ đề tranh luận của giới khoa học. Có thể thấy các đồng vị oxy và các đặc điểm cấu tạo khác (các nguyên tố đất hiếm) ghi lại sự thay đổi nhiệt nhiệt gần đây của các zircons hơn là thành phần của magma tại thời điểm kết tinh ban đầu của chúng. 
Trong một bài báo được xuất bản trên tạp chí Earth and Planetary Science Letters, một nhóm các nhà khoa học cho rằng lục địa đá và nước lỏng tồn tại cách đây ít nhất 4,3 tỷ năm và  các lục địa này chịu sự phong hóa nặng nề của khí hậu khắc nghiệt.
Sử dụng một bộ vi mạch ion để phân tích tỷ lệ đồng vị của nguyên tố lithi trong zircons từ Jack Hills ở Tây Úc, và so sánh các dấu vân tay hóa học này với các thành phần lithi trong zircons từ vỏ lục địa và đá nguyên thủy tương tự như lớp phủ của Trái Đất, và họ đã tìm thấy bằng chứng cho thấy hành tinh đã có sự khởi đầu của các lục địa, nhiệt độ tương đối mát và nước lỏng vào thời điểm các zircons ở Úc được hình thành.

### Đá phi đất
Các thiên thạch thậm chí có thể có tuổi cổ hơn; Vào tháng 1 năm 2020, các nhà thiên văn học báo cáo rằng vật chất lâu đời nhất trên Trái Đất được tìm thấy cho đến nay là các hạt từ vẫn thạch Murchison đã được xác định là 7 tỷ năm tuổi, các hạt từ vẫn thạch này có tuổi lớn hơn 2,5 tỷ năm so với bản thân Mặt Trời (hình thành khoảng 4,56 tỷ năm trước).
Một trong những thiên thạch lâu đời nhất trên sao Hỏa được tìm thấy trên Trái Đất là ALH84001, thiên thạch này được phát hiện ở Allan Hills của Nam Cực,  và thiên thạch này đã được báo cáo là kết tinh từ đá nóng chảy cách đây 4,091 tỷ năm.
Tảng đá Genesis (mẫu 15415 trên Mặt Trăng), tảng đá này được các phi hành gia thu được từ Mặt Trăng trong sứ mệnh Apollo 15, tảng đá có niên đại 4,08 tỷ năm.
Trong thời kỳ Apollo 16, những tảng đá cổ hơn, chẳng hạn bao gồm cả mẫu 67215 trên Mặt Trăng, những tảng đá này có niên đại 4,46 tỷ năm, và đã được đưa trở lại Mặt Trăng.
NWA 11119 có niên đại 4,5648 ± 0,0003 tỷ năm.